# Gryon paracharontis
Gryon paracharontis är en stekelart som beskrevs av G. Mineo 1982. Gryon paracharontis ingår i släktet Gryon och familjen Scelionidae. Inga underarter finns listade i Catalogue of Life.